# Палеев, Филипп Николаевич
Филипп Николаевич Палеев (род. 13 февраля 1974 года) — российский учёный-кардиолог, директор МОНИКИ (2013—2017), член-корреспондент РАН (2016).

## Биография
Родился 13 февраля 1974 года.
В 1997 году — окончил ММА имени И. М. Сеченова.
В 2004 году — защитил докторскую диссертацию, тема: «Патогенез аутоиммунного миокардита — механизмы повреждения и защиты».
С 2009 года — председатель Московского областного научного общества терапевтов имени Д. Д. Плетнева.
С 2013 по 2017 годы — директор МОНИКИ имени М. Ф. Владимирского.
В январе 2016 года — присвоено звание профессора РАН.
В 2016 году — избран членом-корреспондентом РАН.
С 2017 года — первый заместитель генерального директора, заместитель генерального директора по научной работе Национального медицинского исследовательского центра кардиологии.

### Семья
- отец — советский и российский врач-терапевт, доктор медицинских наук, профессор, академик РАН Н. Р. Палеев (1929—2025).
- мать — советский и российский философ, доктор философских наук, профессор Н. Н. Палеева (род. 1949).

2 дочери, 1 сын

## Научная деятельность
Ведет исследования в области некоронарогенных заболеваний миокарда.
Автор 230 печатных работ, 7 методических рекомендаций и учебных пособий, 6 российских и 3 зарубежных монографий, «Справочника терапевта» и «Справочника участкового врача».
Под его руководством защищено 2 докторских и 4 кандидатских диссертаций.